# Mosè Luzzatto
Mosè Luzzatto (in ebraico משה חיים לוצאטו, Moshe Chaim Luzzatto, ma il nome si trova scritto anche come Moses Chaim o Moses Hayyim), conosciuto anche con l'acronimo ebraico di RaMCHaL (o RaMHaL, רמח"ל), (Padova, 1707 – Acri, 6 maggio 1746) è stato un rabbino, filosofo e cabalista italiano.
La sua eredità è associata ai suoi scritti sullo Zohar, anche se viene dai più ricordato per l'aspetto etico del suo insegnamento, in particolare attraverso il trattato Mesillat Yesharim ("Il cammino dei giusti").

## Biografia

### In Italia
Nato nel ghetto di Padova, ricevette un'educazione classica, sia ebraica che italiana, mostrando sin da giovanissimo una predilezione per la letteratura. Egli potrebbe aver frequentato l'Università di Padova e certamente faceva parte di un gruppo di studenti che notoriamente si interessava di misticismo e alchimia. Con la sua vasta conoscenza di studi religiosi, arti e scienze divenne rapidamente la figura dominante di quel gruppo. I suoi scritti dimostrano padronanza del Tanakh, del Talmud, dei commentari rabbinici e dei codici della legge ebraica. Scrisse da ragazzo il dramma allegorico Sansone e i filistei.
Il punto di svolta nella sua vita avvenne all'età di venti anni quando affermò di aver ricevuto istruzioni direttamente da un essere mistico conosciuto come il magghid. Storie simili non erano estranee ai circoli cabalistici ma non se n'era mai sentito parlare da qualcuno in così giovane età. I suoi colleghi erano affascinati dai riassunti scritti di queste divine lezioni, ma le autorità superiori dei rabbini veneziani erano molto scettiche e minacciarono di scomunicarlo.
Questi scritti (o dettati), dei quali solo una piccola parte è sopravvissuta, descrivono la convinzione di Luzzatto secondo la quale lui e i suoi seguaci rappresentassero figure chiave nel dramma messianico che stava per iniziare. Identificando uno dei suoi seguaci come il Messia figlio di Davide, assunse per se stesso il ruolo di Mosè affermando che egli era la sua reincarnazione. Secondo Luzzatto Mosè era collocato al di sopra del Messia ed era il vero catalizzatore per la Redenzione.
Minacciato di scomunica e dopo molte discussioni, Luzzatto alla fine giurò di non trascrivere più le lezioni del magghid, né di insegnare il misticismo. Nel 1735 Luzzatto lasciò l'Italia per Amsterdam, credendo che in un ambiente più liberale sarebbe stato in grado di proseguire i suoi studi. Passando dalla Germania fece appello alle locali autorità rabbiniche perché lo proteggessero dalle minacce dei rabbini italiani. Questi rifiutarono, costringendolo a firmare un documento in cui affermava che tutti gli insegnamenti del magghid erano falsi. Quasi tutti i suoi scritti furono bruciati e solo alcuni sopravvissero. Dagli scritti sullo Zohar, nel 1958, riapparvero i 70 Tiqqunim Hadashim, inaspettatamente conservati nella Biblioteca Bodleiana di Oxford.
Questi Tikkunim sono "arrangiamenti" di pensieri ed espongono 70 diversi ed essenziali modi per utilizzare l'ultimo verso del Chumash (Pentateuco). Insegnati parola per parola in aramaico dal magghid del Ramchal, questi affiancano i 70 Tikkunim haZohar del Rashbi, i quali espongono le 70 fondamentali interpretazioni del primo verso del Chumash.

### Amsterdam
Quando finalmente Luzzatto raggiunse Amsterdam fu in grado di continuare i suoi studi di Kabbalah relativamente senza ostacoli. Guadagnandosi da vivere come tagliatore di diamanti, egli continuò a scrivere ma si rifiutò di insegnare. È in questo periodo che scrisse la sua grande opera, la Mesillat Yesharim (1740), essenzialmente un trattato etico con un sottofondo mistico. Il libro, in 26 capitoli, rappresenta un percorso, passo dopo passo, tramite il quale ogni persona ebrea può superare l'inclinazione al peccato e raggiungere la santità. Redatto in un linguaggio rabbinico molto distinto dai suoi precedenti scritti, è possibile che sia stato scritto per trovare il legittimo riconoscimento all'interno della locale comunità ebraica.
Un altro eminente lavoro, Derekh ha-Shem ("La via di Dio"), è un testo filosofico sullo scopo di Dio nella Creazione, nella giustizia e nell'etica e sulle finalità della vita umana. Gli stessi argomenti si ritrovano anche in un'opera più concisa, il Maamar Haikarim ("L'articolo sui princìpi") che come il Mesillat Yesharim è stato recentemente tradotto in italiano. Ambedue le traduzioni sono disponibili in rete.
Il dialogo, definito socratico, Da'at Tevunoth ("La conoscenza delle ragioni") fu scritto nella città olandese quale anello mancante tra razionalità e Cabala, come una conversazione tra l'intelletto e l'anima che riprese la logica della struttura dei dibattiti talmudici come mezzo per capire e accettare il mondo che ci circonda.
Uno fra i principali rabbini suoi contemporanei, che ammirava gli scritti di Luzzatto, fu Eliyahu di Vilna, il Gaon di Vilna (1720-1797), che era considerato il più autorevole saggio della Torah dell'era moderna così come grande cabalista. Egli fu noto per aver detto, dopo aver letto il Mesillat Yesharim che, se Luzzatto fosse stato ancora in vita, avrebbe camminato da Vilna per raggiungerlo e imparare prostrandosi ai suoi piedi. Vilna non è vicina all'Italia, separata da una distanza di circa 2050 km. Egli affermò che, letta l'opera, i primi otto capitoli non contenevano una parola superflua. Anche Dov Ber di Mezeritch lodò il "Chassid di Padova" e mise i suoi lavori tra quelli chassidici.
Luzzatto scrisse anche poesie e drammi molti dei quali laici (anche se molti studiosi identificano anche in questi lavori toni mistici). I suoi scritti sono influenzati fortemente dai poeti ebraici spagnoli e da autori italiani contemporanei.
Il cantore della sinagoga sefardita di Amsterdam, Abraham Caceres, collaborò con Luzzatto per mettere in musica diverse sue poesie.

### Acri

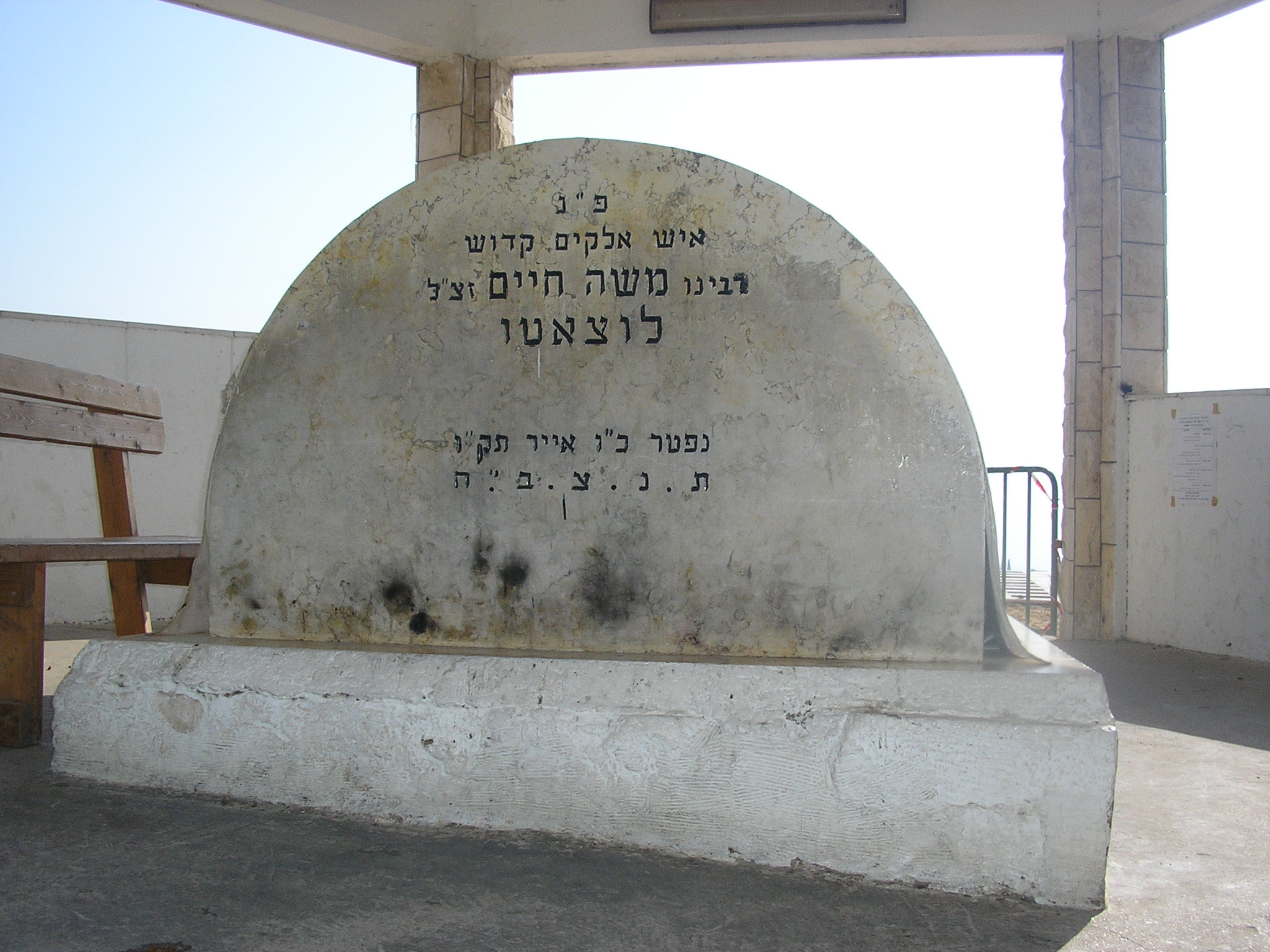
Lapide (Tziyun) sulla tomba del Ramhal a Tiberiade, Israele

Frustrato dall'impossibilità di insegnare la Cabala ebraica, Luzzatto lasciò Amsterdam per la Terra santa nel 1743, stabilendosi a San Giovanni d'Acri. Tre anni dopo (il 26 Iyar 5506) lui e la sua famiglia morirono di peste. Solo cento anni dopo Luzzatto venne riscoperto dal Movimento Mussar, che adottò i suoi lavori etici. Fu il grande etico della Torah, il rabbino Israel Salanter (1810-1883), a mettere il Mesillat Yesharim al centro del Mussar (etico), il curriculum delle principali Yeshivot dell'Europa orientale.
Gli scrittori della Haskalah, l'Illuminismo ebraico, per i suoi scritti laici lo dichiararono fondatore della moderna letteratura ebraica. Anche suo cugino, il poeta Ephraim Luzzatto (1729–1792), esercitò una notevole influenza sugli albori della moderna poesia ebraica.
Sebbene sia stato stabilito dagli studiosi che la sua tomba si trova a Kfar Yassif, il posto della sua sepoltura è tradizionalmente collocato vicino al saggio del Talmud rabbino Akiva di Tiberiade, nel nord di Israele.
La sinagoga che egli costruì, e nella quale pregò, fu rasa la suolo dal governante beduino della città, Daher el-Omar, nel 1758, che ci costruì sopra una moschea.  Al suo posto gli ebrei di Acri ricevettero una piccola costruzione a nord della moschea che funziona tuttora come sinagoga e porta il nome del Ramchal; durante gli ultimi anni la sinagoga è stata restaurata ed è stata aperta al vasto pubblico.
Nel 2007 sono stati celebrati i 300 anni dalla sua nascita.

## Opere
Queste, probabilmente, sono le maggiori opere di Luzzatto:
- Ma'aseh Shimshon ("La storia di Sansone");
- Lashon Limudim ("Una lingua per insegnare");
- Migdal Oz ("Una Torre di Forza");
- Zohar Kohelet ("Lo Zohar al Libro di Ecclesiaste");
- Shivim Tikikunim ("Settanta Tikkunim"): in parallelo con i settanta Tikkunei Zohar;
- Zohar Tinyanah ("Un secondo Zohar"): non esiste più;
- Klallot Haillan o Klalut Hailan ("Gli elementi principali dell'Albero [della Vita]"): sinopsi dell'opera cabalistica basilare dell'ARI;
- Ma'amar Hashem ("Un discorso su Dio");
- Ma'amar HaMerkava ("Un discorso sul Carro");
- Ma'amer Shem Mem-Bet ("Un discorso sulle 42 lettere del Nome [di Dio]");
- Ma'amar HaDin ("Un discorso sul Giudizio [Divino]");
- Ma'amar HaChochma o Maamar Ha'hokhma ("Un discorso sulla Saggezza"): si concentra su Rosh haShana, Yom Kippur e Pesach da una prospettiva cabalistica;
- Ma'amar HaGeulah ("Un discorso sulla Redenzione" o "La Grande Redenzione");
- Ma'amar HaNevuah ("Un discorso sulla Profezia");
- Mishkanei Elyon o Mishkane 'Elyon ("Torri Esaltate"): un'interpretazione cabalstica del Tempio Santo con un'illustrazione della dimensioni del Terzo Tempio;
- Ain Yisrael ("Il Pozzo d'Israele");
- Ain Yaakov ("Il Pozzo di Giacobbe");
- Milchamot Hashem ("Le Guerre di Dio"): che difende la Cabala ebraica contro i suoi detrattori;
- Kinnaot Hashem Tzivakot o Kinat H' Tsevaot ("Difese ardenti per il Signore degli Eserciti"): offre particolari sulla redenzione e sul Messia;
- Adir Bamarom ("[Dio è] Potente nell'Alto"), commentario della Iddrah Rabbah ("La Grande Camera della Trebbiatura"): sezione dello Zohar;
- Iggrot Pitchei Chochma v'Da'at o Klale Pit'he 'Hokhma Veda'at ("Lettere [che servono] come Introduzione alla Saggezza e alla Conoscenza"): spiega certi principi eruditi della fede ebraica secondo la Cabala;
- Sefer Daniel ("Il Libro di Daniele"): commentario esoterico di questa opera biblica;
- Tiktu Tephilot ("515 Preghiere"): si focalizza sulle preghiere per la rivelazione della sovranità di Dio;
- Kitzur Kavvanot ("Intenzioni abbreviate"): permette al lettore di avere una panoramica delle preghiere e intendimenti dell'ARI;
- Ma'amar HaVechuach ("Discorso [che serve come] argomento"): mette a confronto un cabalista con un razionalista, ognuno che cerca di difendere il proprio punto di vista;
- Klach Pitchei Chochma o Kala'h Pitkhe 'Hokhma ("138 introduzioni alla Saggezza"): una delle opere più importanti del Ramchal, poiché espone il suo pensiero sulla natura simbolica degli scritti dell'ARI e delle rispettive spiegazioni del Ramchal;
- Areichat Klallot HaEilan ("Dizionario dei Principali Elementi dell'Albero [della Vita]");
- Klallim ("Elementi Principali"): serie di brevi presentazioni sui maggiori principi dei sistemi cabalistici;
- Da'at Tevunot o Da'ath Tevunoth ("Il Cuore conosce" o "Sapere le ragioni"): opera che spiega la dualità del positivo e negativo che esiste a tutti i livelli della realtà, affermando che questa è la base per cui Dio "mostra il Suo Volto o Lo occulta" all'umanità, e la doppia esistenza del bene e del male;
- Peirush al Midrash Rabbah ("Commentario di Midrash Rabbah"): non tanto cabalistico quanto simbolico;
- Derech Hashem o Derekh Hashem ("La Via di Dio"): una delle sue opere più rinomate. Un'esposizione succinta delle fondamenta della fede ebraica, che tratta anche degli obblighi dell'umanità su questa terra e le sue relazioni con Dio;
- Ma'amar al HaAggadot ("Discorso sull'Aggadah"): che spiega che la letteratura aggadica non è letterale ma metaforica;
- Ma'amar HaIkkurim o Maamar Ha'ikarim ("Discorso sulle Cose Fondamentali"): breve esposizione delle fondamenta della religione ebraica simile a "La Via di Dio" e che concerne certe altre tematiche;
- Derech Chochma o Sepher Derekh 'Hokhma ("La Via della Saggezza"): che serve come dialogo tra un giovane e un saggio, con quest'ultimo che prepara un corso sulla Torah che duri tutta la vita e culmini con lo studio della Cabala;
- Vichuach HaChocham V'HaChassid ("L'argomentazione tra il Saggio e il Pio"): che è in verità la prima stesura di Messilat Yesharim recentemente ritrovato;
- Messilat Yesharim o Mesilat Yesharim ("Il Percorso del Giusto"): la sua opera più famosa che permette ai lettori di arricchirsi gradualmente in devozione - scritto quando aveva 33 anni (nel 1740);
- Sefer HaDikduk ("Il Libro della Grammatica");
- Sefer HaHigayon ("Il Libro della Logica"): espone il giusto modo di pensare e analizzare;
- Ma'amar al HaDrasha ("Un discorso sulle Omelie"): incoraggia lo studio di Cabala e Mussar;
- Sefer Hamalitza ("Il Libro dello Stile"): offre l'arte di scrivere accuratamente e di esprimersi correttamente;
- Derech Tevunot ("La Via della Comprensione"): spiega il modo di pensare talmudico;
- LaYesharim Tehilla ("Sia lode al Giusto"): un'opera drammatica.